# Dioscorea transversa
Dioscorea transversa là một loài thực vật có hoa trong họ Dioscoreaceae. Loài này được R.Br. mô tả khoa học đầu tiên năm 1810.